# کاظم‌آباد (بردسکن)
کاظم‌آباد نام روستایی از توابع بخش شهرآباد شهرستان بردسکن در استان خراسان رضوی است. این روستا در دهستان شهرآباد قرار دارد و براساس سرشماری سال ۱۳۸۵ جمعیت آن ۱٬۰۲۰ نفر (۲۶۳ خانوار) بوده است.